# Campionato del mondo juniores di scacchi

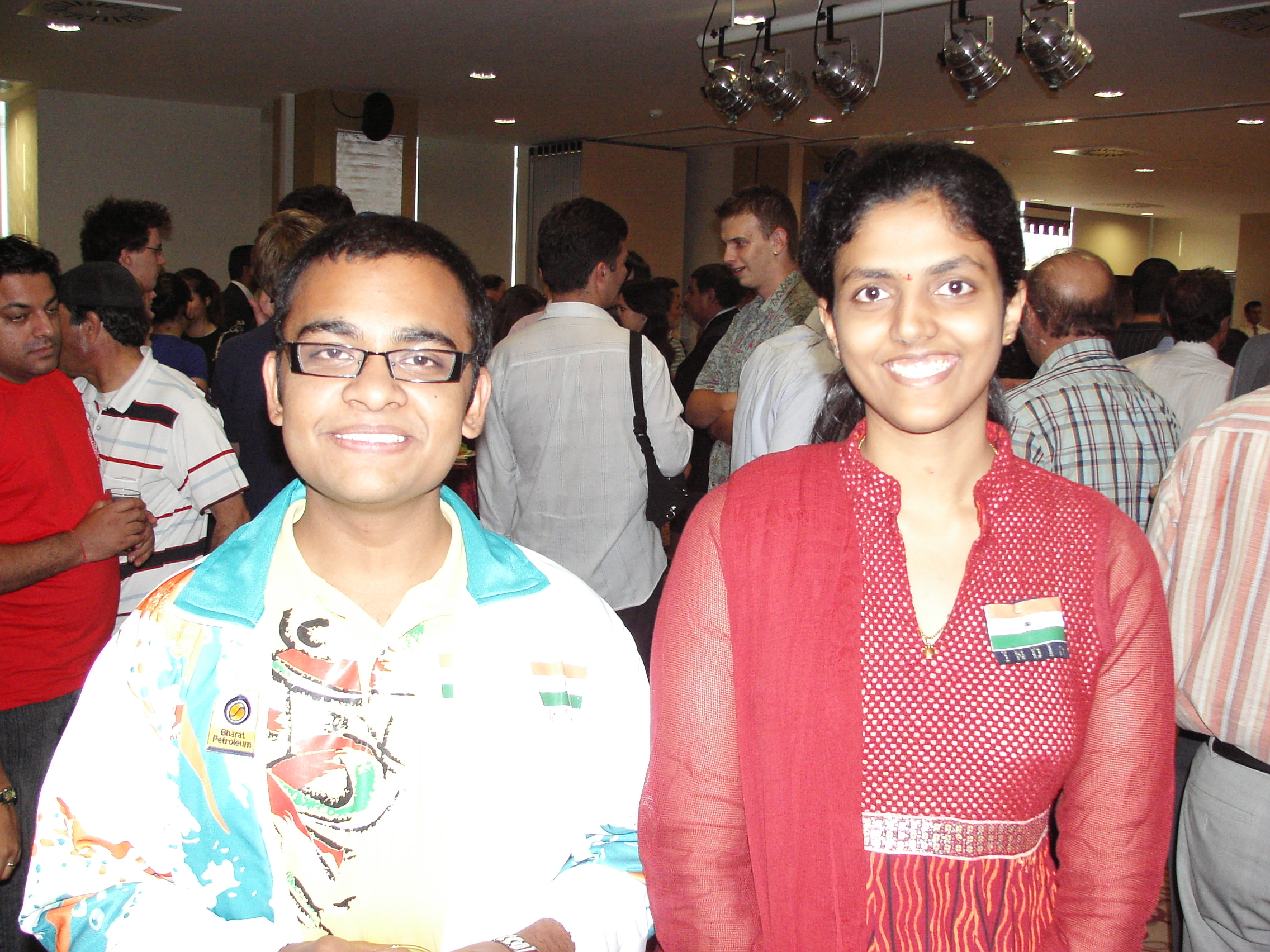
Abhijeet Gupta e Dronavalli Harika, vincitori nel 2008.

Il Campionato del mondo juniores di scacchi è un torneo di scacchi riservato a giocatori under-20, organizzato dalla FIDE a partire dal 1951.
La prima edizione si svolse a Birmingham e fu organizzata da William Ritson-Morry, ideatore di questa manifestazione. In seguito si tenne ogni due anni fino al 1973, dopodiché si è svolto con cadenza annuale.
Dal 1982 la FIDE organizza anche il Campionato del mondo juniores femminile.
Ogni paese membro della FIDE può iscrivere al torneo un solo giocatore, ad eccezione del paese ospitante che può iscriverne due. La prima edizione del 1951 venne organizzata con il sistema svizzero su 11 turni, in seguito venne adottata la formula dei gironi preliminari con accesso alle finali (finale A, finale B, ecc.). A partire dal 1975 si svolge ancora con il sistema svizzero, normalmente su 13 turni.
Inizialmente il vincitore otteneva, se non lo aveva già, il titolo di Maestro Internazionale; all'edizione 2018 il vincitore riceve il titolo di Grande maestro, mentre il secondo e terzo classificato il titolo di Maestro Internazionale (per il torneo femminile rispettivamente Grande Maestro Femminile e Maestro Internazionale femminile). Quattro vincitori del campionato del mondo juniores di scacchi, - Boris Spasskij, Anatolij Karpov, Garri Kasparov e Viswanathan Anand - hanno poi vinto il campionato del mondo assoluto. Tra le vincitrici della sezione femminile, la cinese Zhu Chen è la sola giocatrice ad aver vinto successivamente il Campionato del mondo femminile.
La FIDE organizza anche il Campionato del mondo giovanile, suddiviso nelle categorie di età under-18 (dal 1987), under-16 (dal 1981), under-14 (dal 1979), under-12 (dal 1986), under-10 (dal 1986) e under-8 (dal 2006).

## Vincitori del campionato open
Le colonne sono ordinabili con i pulsanti a fianco dei titoli.

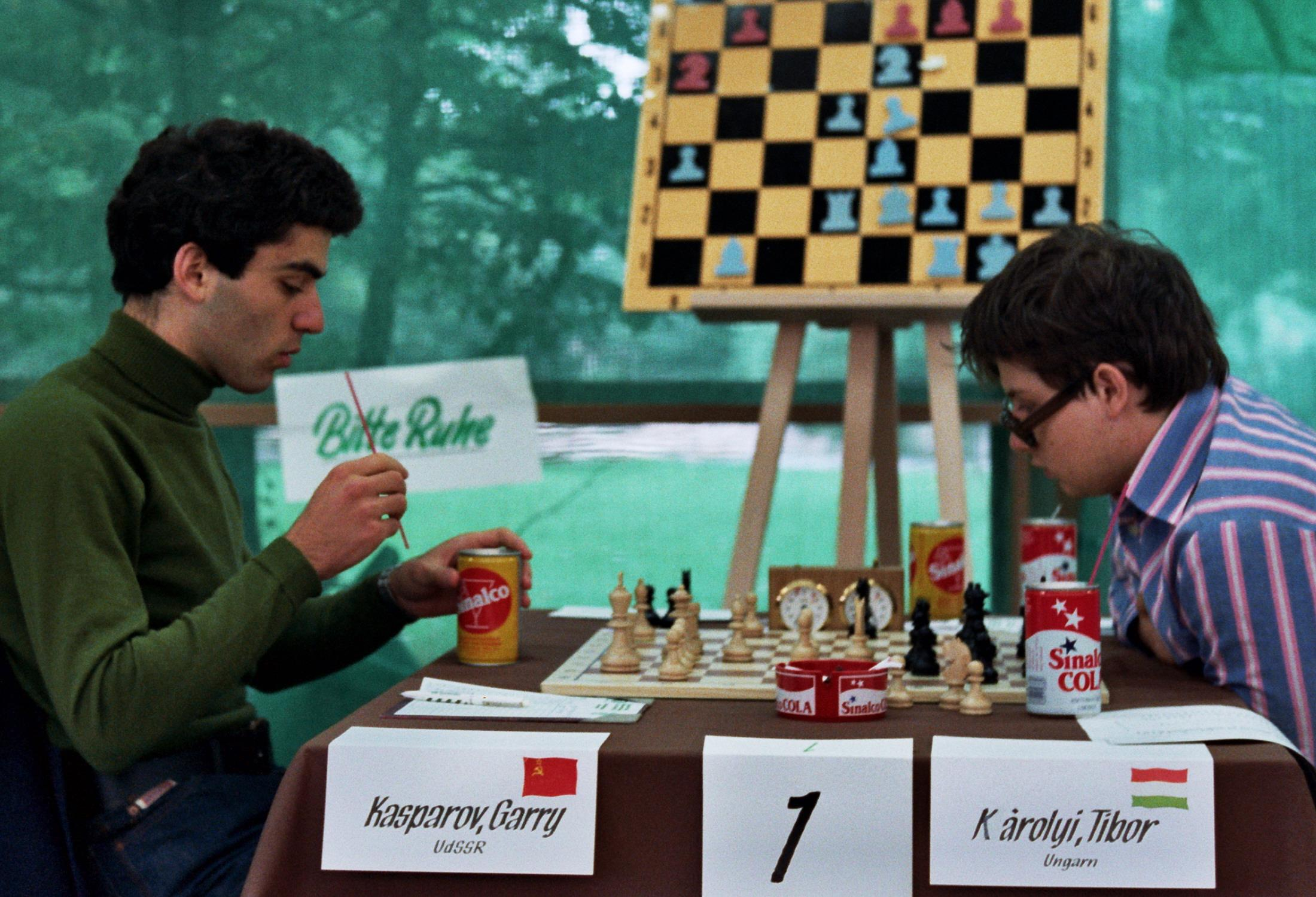
Garry Kasparov e Tibor Károlyi durante l'edizione 1980 di Dortmund

| Nr. | Anno | Città             | Vincitore              | Paese            |  |
| --- | ---- | ----------------- | ---------------------- | ---------------- |  |
| 1   | 1951 | Birmingham        | Borislav Ivkov         | Jugoslavia       |  |
| 2   | 1953 | Copenaghen        | Oscar Panno            | Argentina        |  |
| 3   | 1955 | Anversa           | Boris Spasskij         | Unione Sovietica |  |
| 4   | 1957 | Toronto           | William Lombardy       | Stati Uniti      |  |
| 5   | 1959 | Münchenstein      | Carlos Bielicki        | Argentina        |  |
| 6   | 1961 | L'Aia             | Bruno Parma            | Jugoslavia       |  |
| 7   | 1963 | Vrnjačka Banja    | Florin Gheorghiu       | Romania          |  |
| 8   | 1965 | Barcellona        | Bojan Kurajica         | Jugoslavia       |  |
| 9   | 1967 | Gerusalemme       | Julio Kaplan           | Porto Rico       |  |
| 10  | 1969 | Stoccolma         | Anatolij Karpov        | Unione Sovietica |  |
| 11  | 1971 | Atene             | Werner Hug             | Svizzera         |  |
| 12  | 1973 | Teesside          | Oleksandr Beljavs'kyj  | Unione Sovietica |  |
| 13  | 1974 | Manila            | Tony Miles             | Inghilterra      |  |
| 14  | 1975 | Tjentište         | Valerij Čechov         | Unione Sovietica |  |
| 15  | 1976 | Groninga          | Mark Diesen            | Stati Uniti      |  |
| 16  | 1977 | Innsbruck         | Artur Jusupov          | Unione Sovietica |  |
| 17  | 1978 | Graz              | Sergej Dolmatov        | Unione Sovietica |  |
| 18  | 1979 | Skien             | Yasser Seirawan        | Stati Uniti      |  |
| 19  | 1980 | Dortmund          | Garri Kasparov         | Unione Sovietica |  |
| 20  | 1981 | Città del Messico | Ognjen Cvitan          | Jugoslavia       |  |
| 21  | 1982 | Copenaghen        | Andrej Sokolov         | Unione Sovietica |  |
| 22  | 1983 | Belfort           | Kiril Georgiev         | Bulgaria         |  |
| 23  | 1984 | Kiljava           | Curt Hansen            | Danimarca        |  |
| 24  | 1985 | Sharja            | Maxim Dlugy            | Stati Uniti      |  |
| 25  | 1986 | Gausdal           | Walter Arencibia       | Cuba             |  |
| 26  | 1987 | Baguio            | Viswanathan Anand      | India            |  |
| 27  | 1988 | Adelaide          | Joel Lautier           | Francia          |  |
| 28  | 1989 | Tunja             | Vasil Spasov           | Bulgaria         |  |
| 29  | 1990 | Santiago del Cile | Il'ja Gurevič          | Stati Uniti      |  |
| 30  | 1991 | Mamaja            | Vladimir Hakobyan      | Armenia          |  |
| 31  | 1992 | Buenos Aires      | Pablo Zarnicki         | Argentina        |  |
| 32  | 1993 | Kozhikode         | Igor Miladinović       | Jugoslavia       |  |
| 33  | 1994 | Caiobá            | Helgi Grétarsson       | Islanda          |  |
| 34  | 1995 | Halle (Saale)     | Roman Slobodjan        | Germania         |  |
| 35  | 1996 | Medellín          | Emil Sutovskij         | Israele          |  |
| 36  | 1997 | Żagań             | Tal Shaked             | Stati Uniti      |  |
| 37  | 1998 | Kozhikode         | Darmen Sadvakasov      | Kazakistan       |  |
| 38  | 1999 | Erevan            | Aleksandr Galkin       | Russia           |  |
| 39  | 2000 | Erevan            | Lázaro Bruzón          | Cuba             |  |
| 40  | 2001 | Atene             | Péter Acs              | Ungheria         |  |
| 41  | 2002 | Goa               | Lewon Aronyan          | Armenia          |  |
| 42  | 2003 | Naxçıvan          | Şəhriyar Məmmədyarov   | Azerbaigian      |  |
| 43  | 2004 | Kochi             | Pentala Harikrishna    | India            |  |
| 44  | 2005 | Istanbul          | Şəhriyar Məmmədyarov   | Azerbaigian      |  |
| 45  | 2006 | Erevan            | Zaven Andriasyan       | Armenia          |  |
| 46  | 2007 | Erevan            | Ahmed Adly             | Egitto           |  |
| 47  | 2008 | Gaziantep         | Abhijeet Gupta         | India            |  |
| 48  | 2009 | Puerto Madryn     | Maxime Vachier-Lagrave | Francia          |  |
| 49  | 2010 | Chotowa           | Dmitrij Andrejkin      | Russia           |  |
| 50  | 2011 | Chennai           | Dariusz Świercz        | Polonia          |  |
| 51  | 2012 | Atene             | Oleksandr Ipatov       | Turchia          |  |
| 52  | 2013 | Kocaeli           | Yu Yangyi              | Cina             |  |
| 53  | 2014 | Pune              | Lu Shanglei            | Cina             |  |
| 54  | 2015 | Chanty-Mansijsk   | Michail Antipov        | Russia           |  |
| 55  | 2016 | Bhubaneswar       | Jeffery Xiong          | Stati Uniti      |  |
| 56  | 2017 | Tarvisio          | Aryan Tari             | Norvegia         |  |
| 57  | 2018 | Gebze[2]          | Parham Maghsoodloo     | Iran             |  |
| 58  | 2019 | Nuova Delhi       | Evgeny Shtembuliak     | Ucraina          |  |
| 59  | 2022 | Cala Gonone       | Abdulla Qədimbəyli     | Azerbaigian      |  |
| 60  | 2023 | Città del Messico | Marc'Andria Maurizzi   | Francia          |  |
| 61  | 2024 | Gandhinagar[3]    | Kazybek Nogerbek       | Kazakistan       |  |
| 62  | 2025 | Petrovazzo[4]     | Pranav Venkatesh       | India            |  |

### Secondi e terzi posti nel campionato open
Sono riportati i secondi e terzi posti di alcune edizioni. Il paese di appartenenza è indicato con le sigle del CIO.

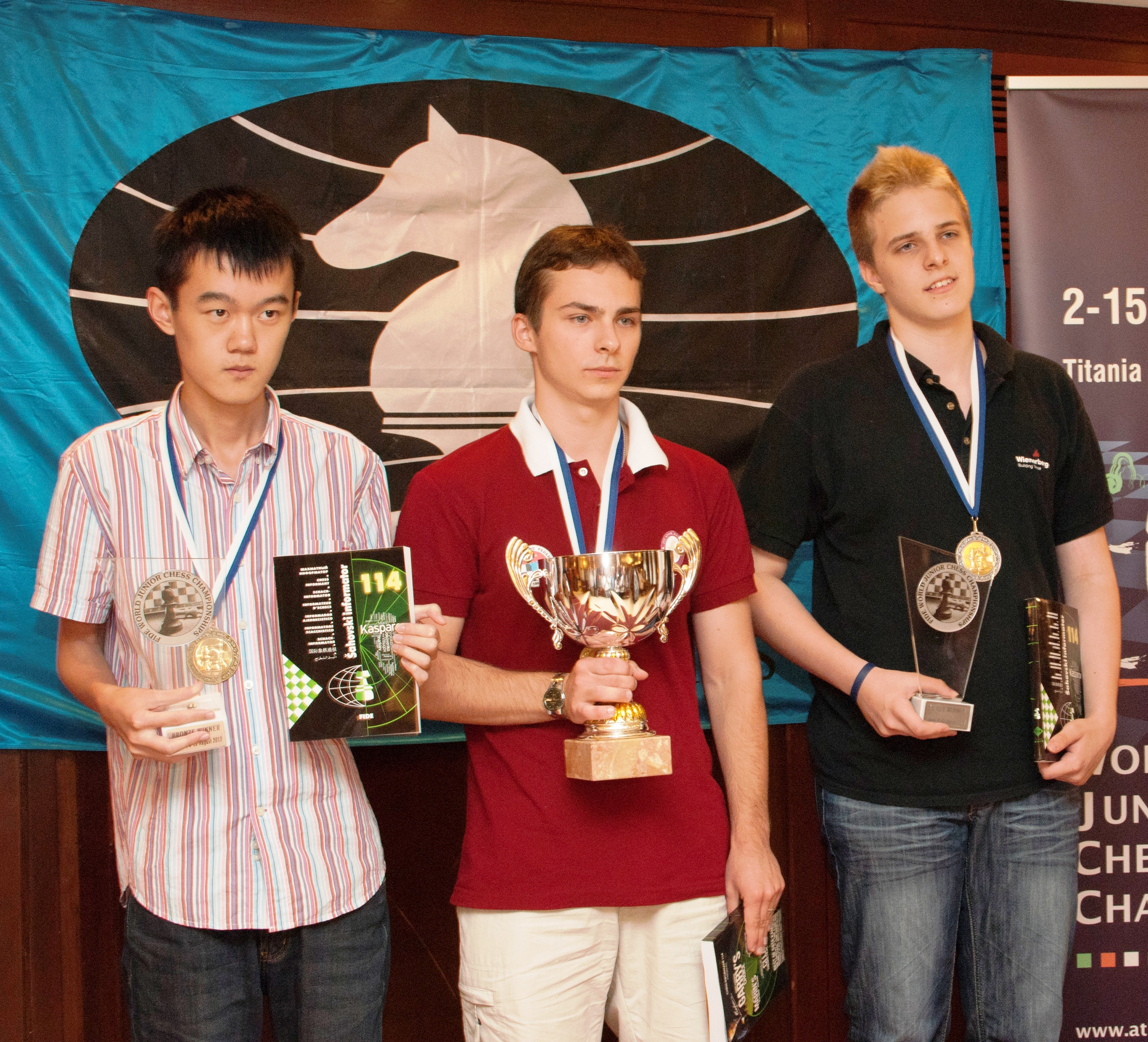
Il podio Open dell'edizione di Atene 2012: da sinistra a destra: Ding Liren, Oleksandr Ipatov e Richárd Rapport

- 1951   2° Malcolm Barker  Inghilterra - 3° Raúl Cruz  Argentina
- 1953   2° Klaus Darga (Germania Ovest) - 3° Borislav Ivkov  Jugoslavia
- 1955   2° Edmar Mednis  Stati Uniti - 3° Miguel Farre  Spagna
- 1957   2° Mathias Gerusel (Germania Ovest) - 3° Alexander Jongsma  Paesi Bassi
- 1959   2°-4° Bruno Parma  Jugoslavia - David Rumens  Inghilterra - Parik Stefanov  Bulgaria
- 1961   2° Florin Gheorghiu  Romania - 3° Aleksandr Kujndži  Unione Sovietica
- 1963   2° Michal Janata  Cecoslovacchia - 3° Bojan Kurajica  Jugoslavia
- 1965   2° Robert Hartoch  Paesi Bassi - 3° Volodymyr Tukmakov  Unione Sovietica
- 1967   2° Raymond Keene  Inghilterra - 3° Jan Timman  Paesi Bassi
- 1969   2° András Adorján  Ungheria - 3° Aurel Urzika  Romania
- 1971   2° Zoltán Ribli  Ungheria - 3° Kenneth Rogoff  Stati Uniti
- 1973   2° Tony Miles  Inghilterra - 3° Michael Stean  Inghilterra
- 1974   2° Dennis Dieks  Paesi Bassi - 3° Slavoljub Marjanović  Jugoslavia
- 1975   2° Larry Christiansen  Stati Uniti - 3° Jonathan Mestel  Inghilterra
- 1976   2° Ľubomír Ftáčnik  Cecoslovacchia - 3° Nir Grinberg  Israele
- 1977   2° Alonso Zapata  Colombia - 3° Petar Popović  Jugoslavia
- 1978   2° Artur Jusupov  Unione Sovietica - 3° Jens Ove Fries-Nielsen  Danimarca
- 1979   2° Aleksandr Černin  Unione Sovietica - 3° Predrag Nikolić  Jugoslavia
- 1980   2° Nigel Short  Inghilterra - 3° Iván Morovic  Cile
- 1981   2° Jaan Ehlvest  Unione Sovietica - 3° Nigel Short  Inghilterra
- 1982   2° Igor Štohl  Cecoslovacchia  - 3° Joel Benjamin  Stati Uniti
- 1983   2° Valerij Salov (URS) - 3° Saeed Ahmed Saeed  Emirati Arabi Uniti
- 1984   2° Aleksej Dreev  Unione Sovietica - 3° Kiril Georgiev  Bulgaria
- 1985   2° Pavel Blatný  Rep. Ceca - 3° Josef Klinger  Austria
- 1986   2° Simen Agdestein  Norvegia; 3°-5° Bareev  Russia, Ferdinand Hellers  Svezia, Josef Klinger  Austria
- 1987   2° Vasyľ Ivančuk  Unione Sovietica - 3° Gregory Serper  Unione Sovietica
- 1988   2° Vasyľ IvančuK  Unione Sovietica - 3° Gregory Serper  Unione Sovietica
- 1989   2° Jacek Gdański  Polonia - 3° Richard Wessman  Svezia
- 1990   2° Alexej Širov  Unione Sovietica - 3° Vladimir Hakobyan  Unione Sovietica
- 1991   2° Michail Ulybin  Unione Sovietica - 3° Sergej Tivjakov  Unione Sovietica
- 1992   2° Vadim Milov  Israele - 3° George Michelakis  Sudafrica
- 1993   2° Vlastimil Babula  Rep. Ceca - 3° Sergej Rublënskij  Russia
- 1994   2° Sofia Polgar  Ungheria, 9/13 - 3°-7° Giovanni Vescovi  Brasile, Nelson Mariano  Filippine, Ashwiniy Kumaran  Inghilterra, Hugo Spangenberg  Argentina, Christian Gabriel  Germania, 8,5 (Informatore Scacchistico Vol. 61, p. 417)
- 1995   2° Oleksandr Oniščuk  Ucraina - 3° Hugo Spangenberg  Argentina
- 1996   2° Zhang Zhong  Cina - 3° Zoltán Gyimesi  Ungheria
- 1997   2° M. Mirumian  Polonia - 3° Hristos Banikas  Grecia
- 1998   2° Zhang Zhong  Cina - 3° Hristos Banikas  Grecia
- 1999   2° Rustam Kasimdzhanov  Uzbekistan - 3° Karen Asryan  Armenia
- 2000   2° Kamil Milton  Polonia - 3° Karen Asryan  Armenia
- 2001   2° Merab Gagunashvili  Georgia - 3° Lewon Aronyan  Armenia
- 2002   2° Luke McShane  Inghilterra - 3° Surya Shekhar Ganguly  India
- 2003   2° Sjarhej Asaraŭ  Bielorussia - 3° Alexander Zubov  Ucraina
- 2004   2° Tigran L. Petrosjan  Armenia - 3° Zhao Jun  Cina
- 2005   2° Ferenc Berkes  Ungheria - 3° Evgenij Alekseev  Russia
- 2006   2° Nikita Vitjugov  Russia - 3° Jurij Kryvoručko  Ucraina
- 2007   2° Ivan Popov  Russia - 3° Wang Hao  Cina
- 2008   2° Parimarjan Negi  India - 3° Arik Braun  Germania
- 2009   2° Sjarhej Žyhalka  Bielorussia - 3° Michal Olszewski  Polonia
- 2010   2° Sanan Sjugirov  Russia - 3° Dariusz Świercz  Polonia
- 2011   2° Robert Howhannisjan  Armenia - 3° Sahaj Grover  India
- 2012   2° Richárd Rapport  Ungheria - 3° Ding Liren  Cina
- 2013   2° Oleksandr Ipatov  Turchia - 3° Santosh Gujrathi Vidt  India
- 2014   2° Wei Yi  Cina - 3° Vladimir Fedoseyev  Russia
- 2015   2° Jan-Krzysztof Duda  Polonia - 3° Matthias Bluebaum  Germania
- 2016   2° Vladislav Artenyev  Russia - 3° Narayanan Sunildth Lyna  India
- 2017   2° Manuel Petrosyan  Armenia - 3° Aravindh Chithambaram  India
- 2018   2° Abhimanyu Puranik  India - 3° Sergej Lobanov  Russia
- 2019   2° Shant Sargsyan  Armenia - 3° Aram Hakobyan  Armenia
- 2022   2° Ádám Kozák  Ungheria - 3° Nikolozi Kacharava  Georgia
- 2023   2° Arsenij Nesterov  Russia - 3° Luka Budisavljević  Serbia
- 2024   2° Emin Ohanyan  Armenia - 3° Luka Budisavljević  Serbia
- 2025   2° Matic Laurenčič  Slovenia - 3° Elham Amar  Norvegia

## Vincitrici del campionato femminile

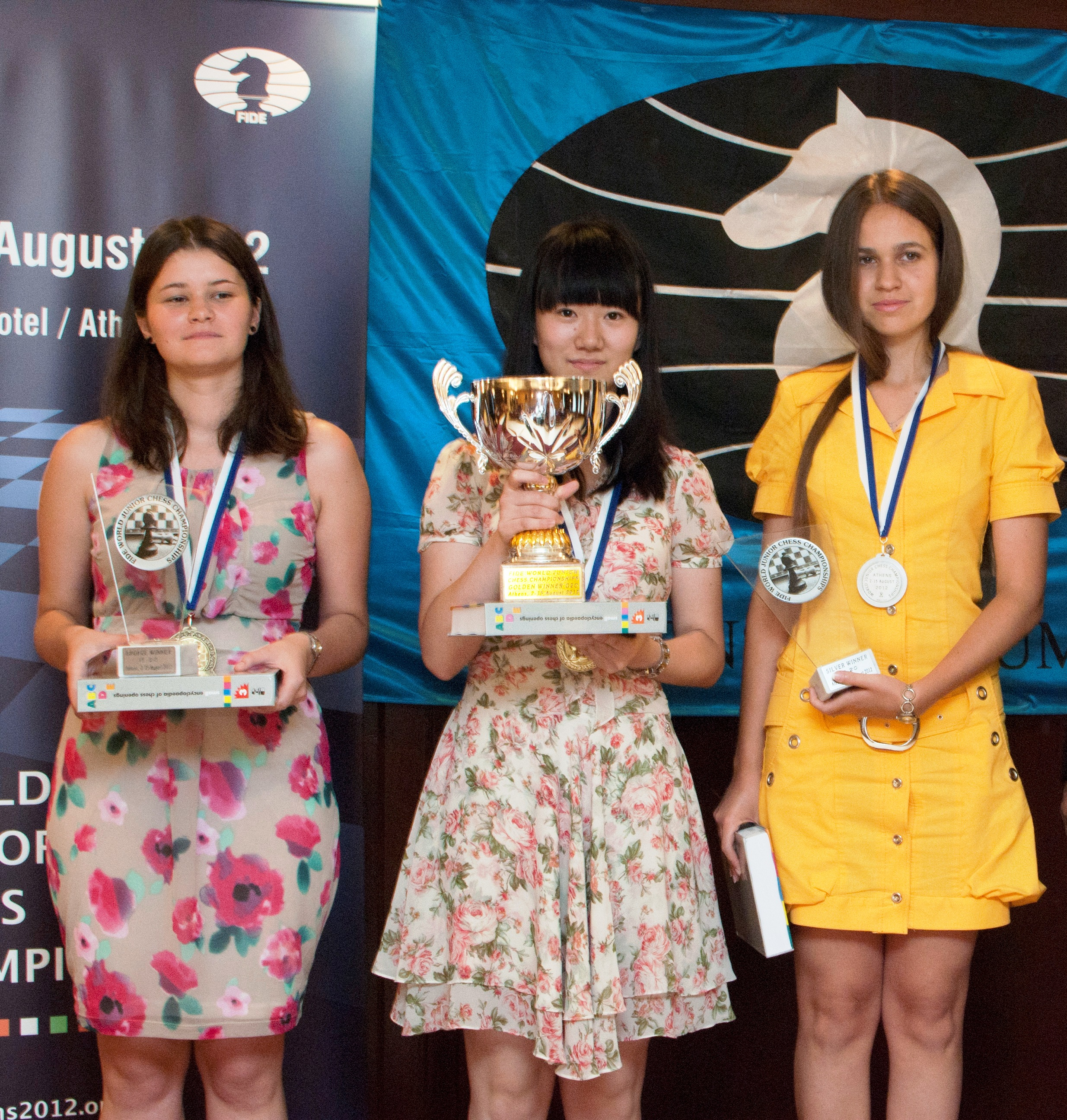
Il podio femminile dell'edizione di Atene 2012: da sinistra a destra Anastasija Bodnaruk, Guo Qi e Nastassia Ziaziulkina

| Nr. | Anno | Città             | Vincitrice              | Paese            |  |
| --- | ---- | ----------------- | ----------------------- | ---------------- |  |
| 1   | 1982 | Senta             | Agnieszka Brustman      | Polonia          |  |
| 2   | 1983 | Città del Messico | Fljura Chasanova        | Unione Sovietica |  |
| 3   | 1985 | Dobrna            | Ketevan Arachamija      | Unione Sovietica |  |
| 4   | 1986 | Gausdal           | Ildikó Mádl             | Ungheria         |  |
| 5   | 1987 | Baguio            | Kamilė Baginskaitė      | Unione Sovietica |  |
| 6   | 1988 | Adelaide          | Alisa Galljamova        | Unione Sovietica |  |
| 7   | 1989 | Tunja             | Ketino Kachiani         | Unione Sovietica |  |
| 8   | 1990 | Santiago del Cile | Ketino Kachiani         | Unione Sovietica |  |
| 9   | 1991 | Mamaja            | Nataša Bojković         | Jugoslavia       |  |
| 10  | 1992 | Buenos Aires      | Krystyna Dąbrowska      | Polonia          |  |
| 11  | 1993 | Kozhikode         | Nino Khurtsidze         | Georgia          |  |
| 12  | 1994 | Caiobá            | Zhu Chen                | Cina             |  |
| 13  | 1995 | Halle             | Nino Khurtsidze         | Georgia          |  |
| 14  | 1996 | Medellín          | Zhu Chen                | Cina             |  |
| 15  | 1997 | Żagań             | Harriet Hunt            | Inghilterra      |  |
| 16  | 1998 | Kozhikode         | Hoang Thanh Trang       | Vietnam          |  |
| 17  | 1999 | Erevan            | Maria Kouvatsou         | Grecia           |  |
| 18  | 2000 | Erevan            | Xu Yuanyuan             | Cina             |  |
| 19  | 2001 | Atene             | Humpy Koneru            | India            |  |
| 20  | 2002 | Goa               | Zhao Xue                | Cina             |  |
| 21  | 2003 | Nakhchivan        | Nana Dzagnidze          | Georgia          |  |
| 22  | 2004 | Kochi             | Ekaterina Korbut        | Russia           |  |
| 23  | 2005 | Istanbul          | Elisabeth Pähtz         | Germania         |  |
| 24  | 2006 | Erevan            | Shen Yang               | Cina             |  |
| 25  | 2007 | Erevan            | Vera Nebol'sina         | Russia           |  |
| 26  | 2008 | Gaziantep         | Dronavalli Harika       | India            |  |
| 27  | 2009 | Puerto Madryn     | Soumya Swaminathan      | India            |  |
| 28  | 2010 | Chotowa           | Anna Muzyčuk            | Slovenia         |  |
| 29  | 2011 | Chennai           | Deysi Cori Tello        | Perù             |  |
| 30  | 2012 | Atene             | Guo Qi                  | Cina             |  |
| 31  | 2013 | Kocaeli           | Aleksandra Gorjačkina   | Russia           |  |
| 32  | 2014 | Pune              | Aleksandra Gorjačkina   | Russia           |  |
| 33  | 2015 | Chanty-Mansijsk   | Natalija Buksa          | Ucraina          |  |
| 34  | 2016 | Bhubaneswar       | Dinara Säduakasova      | Kazakistan       |  |
| 35  | 2017 | Tarvisio          | Zhansaya Abdumalik      | Kazakistan       |  |
| 36  | 2018 | Gebze[5]          | Aleksandra Mal'cevskaja | Russia           |  |
| 37  | 2019 | Nuova Delhi       | Polina Šuvalova         | Russia           |  |
| 38  | 2022 | Cala Gonone       | Gövhər Bəydullayeva     | Azerbaigian      |  |
| 39  | 2023 | Città del Messico | Candela Francisco       | Argentina        |  |
| 40  | 2024 | Gandhinagar[6]    | Divya Deshmukh          | India            |  |
| 41  | 2025 | Petrovazzo[7]     | Anna Shukhman           | FIDE             |  |